# Wahlkreis Fulda II
Der Wahlkreis Fulda II (Wahlkreis 15) ist einer von zwei Landtagswahlkreisen im hessischen Landkreis Fulda. Zum Wahlkreis gehören die Städte und Gemeinden Dipperz, Ebersburg, Ehrenberg (Rhön), Eichenzell, Flieden, Gersfeld (Rhön), Hilders, Hofbieber, Hosenfeld, Kalbach, Künzell, Neuhof, Petersberg, Poppenhausen (Wasserkuppe) und Tann (Rhön) im Südosten des Landkreises.
Wahlberechtigt waren bei der letzten Landtagswahl 84.211 der rund 108.000 Einwohner des Wahlkreises. Der Wahlkreis gilt als CDU-Hochburg.
Der Wahlkreis Fulda II besteht in unveränderter Form seit dem 1. Januar 1983, vorher zählten Ebersburg, Eichenzell, Flieden, Gersfeld, Kalbach und Neuhof zum Wahlkreis 13 sowie Dipperz, Ehrenberg, Hilders, Hofbieber, Künzell, Petersberg, Poppenhausen (Wasserkuppe) und Tann zum Wahlkreis 14.

## Wahl 2023
| Landtagswahl in Hessen 2023 – WK Fulda IIZweitstimmen %50403020100 46,7 %23,8 %8,3 %7,9 %4,1 %3,8 %1,3 %1,0 %3,0 % CDUAfDGrüneSPDFDPFWLinkeTierschutzSonst.Gewinne und Verlusteim Vergleich zu 2018 %p 10 8 6 4 2 0 −2 −4 −6 −8+9,6 %p+5,6 %p−6,4 %p−4,5 %p−3,4 %p+0,3 %p−2,2 %p+0,2 %p+0,7 %pCDUAfDGrüneSPDFDPFWLinkeTierschutzSonst. |

| Gegenstand der Nachweisung | Gegenstand der Nachweisung | Erst- stimmen | Erst- stimmen | Zweit- stimmen | Zweit- stimmen |
| Bewerber                   | Partei                     | Anzahl        | %             | Anzahl         | %              |
| -------------------------- | -------------------------- | ------------- | ------------- | -------------- | -------------- |
| Wahlberechtigte            | Wahlberechtigte            | 85.304        | 85.304        | 85.304         | 85.304         |
| Wähler                     | Wähler                     | 62 256        | 62 256        | 62 256         | 73,0           |
| Ungültige Stimmen          | Ungültige Stimmen          | 1.307         | 2,1           | 1.227          | 2,0            |
| Gültige Stimmen            | Gültige Stimmen            | 60.949        | 97,9          | 61.029         | 98,0           |
| davon                      |                            |               |               |                |                |
| Sebastian Müller           | CDU                        | 29.580        | 48,5          | 28.524         | 46,7           |
| Markus Hofmann             | GRÜNE                      | 4.586         | 7.5           | 5.065          | 8,3            |
| Birgit Kömpel              | SPD                        | 6.257         | 10.3          | 4.807          | 7,9            |
| Nicole Hess                | AfD                        | 13.565        | 22.3          | 14.540         | 23,8           |
| Tobias Müller              | FDP                        | 2.428         | 4.0           | 2.498          | 4,1            |
| Andreas Gangl              | Die Linke                  | 748           | 1,2           | 796            | 1,3            |
| Peter Schramm              | Freie Wähler               | 2.578         | 4,2           | 2322           | 3,8            |
|                            | Tierschutzpartei           |               |               | 634            | 1,0            |
| Ulrich Jell                | Die PARTEI                 | 870           | 1.4           | 528            | 0,9            |
|                            | Piraten                    |               |               | 118            | 0,2            |
|                            | ÖDP                        | 164           | 0,3           |                |                |
|                            | P. f. schulm. Verjf.       | 22            | 0,0           |                |                |
|                            | V-Partei³                  | 172           | 0,3           |                |                |
|                            | PdH                        | 35            | 0,1           |                |                |
| Eva Hemm                   | ABG                        | 206           | 0,3           | 165            | 0,3            |
|                            | APPD                       |               |               | 24             | 0,0            |
|                            | Basis                      | 190           | 0,3           |                |                |
|                            | DKP                        | 23            | 0,0           |                |                |
|                            | DIE NEUE MITTE             | 36            | 0,1           |                |                |
|                            | Volt                       | 302           | 0,5           |                |                |
|                            | Klimaliste                 | 64            | 0,1           |                |                |
| Norbert Höhl               | Bündnis C                  | 131           | 0,2           |                |                |

## Wahl 2018
| Gegenstand der Nachweisung | Gegenstand der Nachweisung | Wahlkreis- stimmen | Wahlkreis- stimmen | Landes- stimmen | Landes- stimmen |
| Kreiswahlbewerber          | Partei                     | Anzahl             | %                  | Anzahl          | %               |
| -------------------------- | -------------------------- | ------------------ | ------------------ | --------------- | --------------- |
| Wahlberechtigte            | Wahlberechtigte            | 85.109             | 100,0              | 85.109          | 100,0           |
| Wähler                     | Wähler                     | 61.897             | 72,7               | 61.897          | 72,7            |
| Ungültige Stimmen          | Ungültige Stimmen          | 1.314              | 2,1                | 1.244           | 2,0             |
| Gültige Stimmen            | Gültige Stimmen            | 60.583             | 100,0              | 60.653          | 100,0           |
| davon                      |                            |                    |                    |                 |                 |
| Markus Meysner             | CDU                        | 24.974             | 41,2               | 22.522          | 37,1            |
| Sabine Waschke             | SPD                        | 7.941              | 13,1               | 7.523           | 12,4            |
| Markus Hofmann             | GRÜNE                      | 7.877              | 13,0               | 8.917           | 14,7            |
| Michael Wahl               | LINKE                      | 2.346              | 3,9                | 2.124           | 3,5             |
| Jörg Witzel                | FDP                        | 4.301              | 7,1                | 4.550           | 7,5             |
| Pierre Lamely              | AfD                        | 10.266             | 16,9               | 11.016          | 18,2            |
| –                          | PIRATEN                    | –                  | –                  | 185             | 0,3             |
| Peter Klug                 | FREIE WÄHLER               | 2.871              | 4,7                | 2.121           | 3,5             |
| –                          | NPD                        | –                  | –                  | 159             | 0,3             |
| –                          | Die Partei                 | –                  | –                  | 331             | 0,5             |
| –                          | ÖDP                        | –                  | –                  | 163             | 0,3             |
| –                          | Die Grauen                 | –                  | –                  | 106             | 0,2             |
| –                          | BüSo                       | –                  | –                  | 2               | 0,0             |
| –                          | AD-Demokraten              | –                  | –                  | 31              | 0,1             |
| –                          | Bündnis C                  | –                  | –                  | 75              | 0,1             |
| –                          | BGE                        | –                  | –                  | 61              | 0,1             |
| –                          | Die Violetten              | –                  | –                  | 42              | 0,1             |
| –                          | LKR                        | –                  | –                  | 30              | 0,0             |
| –                          | Menschliche Welt           | –                  | –                  | 24              | 0,0             |
| –                          | Die Humanisten             | –                  | –                  | 38              | 0,1             |
| –                          | Gesundheitsforschung       | –                  | –                  | 75              | 0,1             |
| –                          | Tierschutzpartei           | –                  | –                  | 498             | 0,8             |
| –                          | V-Partei³                  | –                  | –                  | 60              | 0,1             |

Neben dem direkt gewählten Wahlkreisabgeordneten Markus Meysner (CDU) wurden die Direktkandidaten von SPD, Sabine Waschke, und den Grünen, Markus Hofmann, in den Landtag gewählt. Am 1. Juli 2022 rückte Sebastian Müller für Meyner in den Landtag nach.

## Wahl 2013
| Gegenstand der Nachweisung | Gegenstand der Nachweisung | Wahlkreis- stimmen | Wahlkreis- stimmen | Landes- stimmen | Landes- stimmen |
| Kreiswahlbewerber          | Partei                     | Anzahl             | %                  | Anzahl          | %               |
| -------------------------- | -------------------------- | ------------------ | ------------------ | --------------- | --------------- |
| Wahlberechtigte            | Wahlberechtigte            | 84.834             | 100,0              | 84.834          | 100,0           |
| Wähler                     | Wähler                     | 64.681             | 76,2               | 64.681          | 76,2            |
| Ungültige Stimmen          | Ungültige Stimmen          | 2.307              | 3,6                | 1.651           | 2,6             |
| Gültige Stimmen            | Gültige Stimmen            | 62.374             | 100,0              | 63.030          | 100,0           |
| davon                      |                            |                    |                    |                 |                 |
| Markus Meysner             | CDU                        | 37.646             | 60,4               | 34.670          | 55,0            |
| Sabine Waschke             | SPD                        | 15.030             | 24,1               | 13.602          | 21,6            |
| Mark Matthies              | FDP                        | 2.027              | 3,2                | 2.597           | 4,1             |
| Deborah Kottusch           | GRÜNE                      | 3.734              | 6,0                | 4.186           | 6,6             |
| Gert Heide                 | LINKE                      | 2.440              | 3,9                | 2.195           | 3,5             |
|                            | FREIE WÄHLER               | –                  | –                  | 549             | 0,9             |
|                            | NPD                        | –                  | –                  | 961             | 1,5             |
|                            | Die Republikaner           | –                  | –                  | 188             | 0,3             |
| Andreas Heidenreich        | PIRATEN                    | 1.497              | 2,4                | 998             | 1,6             |
|                            | BüSo                       | –                  | –                  | 30              | 0,0             |
|                            | ADd                        | –                  | –                  | 151             | 0,2             |
|                            | Die Grauen                 | –                  | –                  | 48              | 0,1             |
|                            | AfD                        | –                  | –                  | 2.482           | 3,9             |
|                            | AVIP                       | –                  | –                  | 39              | 0,1             |
|                            | LUPe                       | –                  | –                  | 6               | 0,0             |
|                            | ÖDP                        | –                  | –                  | 102             | 0,2             |
|                            | Die Partei                 | –                  | –                  | 204             | 0,3             |
|                            | PSG                        | –                  | –                  | 22              | 0,0             |

Neben Markus Meysner als Gewinner des Direktmandats ist aus dem Wahlkreis noch Sabine Waschke über die Landesliste in den Landtag eingezogen. Mit einem Vorsprung von 22.616 Stimmen erzielte Meysner den höchsten Vorsprung eines Wahlkreises.

## Wahl 2009
| Gegenstand der Nachweisung    | Gegenstand der Nachweisung | Wahlkreis- stimmen | Wahlkreis- stimmen | Landes- stimmen | Landes- stimmen |
| Bewerber                      | Partei                     | Anzahl             | %                  | Anzahl          | %               |
| ----------------------------- | -------------------------- | ------------------ | ------------------ | --------------- | --------------- |
| Wahlberechtigte               | Wahlberechtigte            | 84.211             | 100,0              | 84.211          | 100,0           |
| Wähler                        | Wähler                     | 54.402             | 64,6               | 54.402          | 64,6            |
| Ungültige Stimmen             | Ungültige Stimmen          | 1.901              | 3,5                | 1.574           | 2,9             |
| Gültige Stimmen               | Gültige Stimmen            | 52.501             | 100,0              | 52.828          | 100,0           |
| davon                         |                            |                    |                    |                 |                 |
| Norbert Herr                  | CDU                        | 28.548             | 54,4               | 26.093          | 49,4            |
| Sabine Waschke                | SPD                        | 9.978              | 19,0               | 8.486           | 16,1            |
| Reiner Nowak                  | FDP                        | 6.856              | 13,1               | 9.296           | 17,6            |
| Helmut Schönberger-Neumeister | GRÜNE                      | 4.304              | 8,2                | 5.001           | 9,5             |
| Michael Wahl                  | LINKE                      | 2.039              | 3,9                | 2.046           | 3,9             |
|                               | REP                        | –                  | –                  | 272             | 0,5             |
|                               | FREIE WÄHLER               | –                  | –                  | 667             | 1,3             |
| Martin Kohlhepp               | NPD                        | 776                | 1,5                | 625             | 1,2             |
|                               | PIRATEN                    | –                  | –                  | 248             | 0,5             |
|                               | BüSo                       | –                  | –                  | 94              | 0,2             |

Neben Norbert Herr als Gewinner des Direktmandats ist aus dem Wahlkreis noch Sabine Waschke über die Landesliste in den Landtag eingezogen.

## Wahl 2008
| Gegenstand der Nachweisung    | Gegenstand der Nachweisung | Wahlkreis- stimmen | Wahlkreis- stimmen | Landes- stimmen | Landes- stimmen |
| Bewerber                      | Partei                     | Anzahl             | %                  | Anzahl          | %               |
| ----------------------------- | -------------------------- | ------------------ | ------------------ | --------------- | --------------- |
| Wahlberechtigte               | Wahlberechtigte            | 84.101             | 100,0              | 84.101          | 100,0           |
| Wähler                        | Wähler                     | 57.002             | 67,8               | 57.002          | 67,8            |
| Ungültige Stimmen             | Ungültige Stimmen          | 1.931              | 3,4                | 1.469           | 2,6             |
| Gültige Stimmen               | Gültige Stimmen            | 55.071             | 100,0              | 55.533          | 100,0           |
| davon                         |                            |                    |                    |                 |                 |
| Norbert Herr                  | CDU                        | 29.521             | 53,6               | 27.950          | 50,3            |
| Sabine Waschke                | SPD                        | 14.870             | 27,0               | 14.945          | 26,9            |
| Helmut Schönberger-Neumeister | GRÜNE                      | 3.195              | 5,8                | 2.597           | 4,7             |
| Reiner Nowak                  | FDP                        | 3.883              | 7,1                | 5.198           | 9,4             |
| Thomas Wisotzki               | REP                        | 901                | 1,6                | 596             | 1,1             |
|                               | Die Tierschutzpartei       | –                  | –                  | 271             | 0,5             |
|                               | BüSo                       | –                  | –                  | 20              | 0,0             |
|                               | PSG                        | –                  | –                  | 17              | 0,0             |
|                               | Volksabstimmung            | –                  | –                  | 76              | 0,1             |
|                               | GRAUE                      | –                  | –                  | 79              | 0,1             |
| Michael Wahl                  | LINKE                      | 2.048              | 3,7                | 2.356           | 4,2             |
|                               | Die Violetten              | –                  | –                  | 43              | 0,1             |
|                               | FAMILIE                    | –                  | –                  | 319             | 0,6             |
|                               | FREIE WÄHLER               | –                  | –                  | 254             | 0,5             |
| Hans-Joachim Bosold           | NPD                        | 653                | 1,2                | 661             | 1,2             |
|                               | PIRATEN                    | –                  | –                  | 118             | 0,2             |
|                               | UB                         | –                  | –                  | 33              | 0,1             |

## Wahl 2003
| Gegenstand der Nachweisung      | Gegenstand der Nachweisung | Wahlkreis- stimmen | Wahlkreis- stimmen | Landes- stimmen | Landes- stimmen |
| Bewerber                        | Partei                     | Anzahl             | %                  | Anzahl          | %               |
| ------------------------------- | -------------------------- | ------------------ | ------------------ | --------------- | --------------- |
| Wahlberechtigte                 | Wahlberechtigte            | 82.474             | 100,0              | 82.474          | 100,0           |
| Wähler                          | Wähler                     | 57.407             | 69,6               | 57.407          | 69,6            |
| Ungültige Stimmen               | Ungültige Stimmen          | 1.497              | 2,6                | 1.134           | 2,0             |
| Gültige Stimmen                 | Gültige Stimmen            | 55.910             | 100,0              | 56.273          | 100,0           |
| davon                           |                            |                    |                    |                 |                 |
| Norbert Herr                    | CDU                        | 38.790             | 69,4               | 38.236          | 67,9            |
| Sabine Waschke                  | SPD                        | 10.572             | 18,9               | 10.085          | 17,9            |
| Margaretha Hölldobler-Heumüller | GRÜNE                      | 3.174              | 5,7                | 3.052           | 5,4             |
| Otto Arnold                     | FDP                        | 2.153              | 3,9                | 2.900           | 5,2             |
|                                 | REP                        | –                  | –                  | 672             | 1,2             |
|                                 | Die Tierschutzpartei       | –                  | –                  | 275             | 0,5             |
|                                 | DIE FRAUEN                 | –                  | –                  | 110             | 0,2             |
|                                 | PBC                        | –                  | –                  | 126             | 0,2             |
|                                 | DKP                        | –                  | –                  | 100             | 0,2             |
| Christoph Kesselhut             | ödp                        | 378                | 0,7                | 163             | 0,3             |
|                                 | BüSo                       | –                  | –                  | 21              | 0,0             |
|                                 | FAG Hessen                 | –                  | –                  | 48              | 0,1             |
|                                 | PSG                        | –                  | –                  | 18              | 0,0             |
| Hubert Goldbach                 | Schill                     | 843                | 1,5                | 467             | 0,8             |

## Wahl 1999
| Gegenstand der Nachweisung      | Gegenstand der Nachweisung | Wahlkreis- stimmen | Wahlkreis- stimmen | Landes- stimmen | Landes- stimmen |
| Bewerber                        | Partei                     | Anzahl             | %                  | Anzahl          | %               |
| ------------------------------- | -------------------------- | ------------------ | ------------------ | --------------- | --------------- |
| Wahlberechtigte                 | Wahlberechtigte            | 80.997             | 100,0              | 80.997          | 100,0           |
| Wähler                          | Wähler                     | 57.945             | 71,5               | 57.945          | 71,5            |
| Ungültige Stimmen               | Ungültige Stimmen          | 1.182              | 2,0                | 842             | 1,5             |
| Gültige Stimmen                 | Gültige Stimmen            | 56.763             | 100,0              | 57.103          | 100,0           |
| davon                           |                            |                    |                    |                 |                 |
| Norbert Herr                    | CDU                        | 35.083             | 61,8               | 34.138          | 59,8            |
| Ilse Stiewitt                   | SPD                        | 16.235             | 28,6               | 16.046          | 28,1            |
| Margaretha Hölldobler-Heumüller | GRÜNE                      | 1.805              | 3,2                | 1.897           | 3,3             |
| Otto Arnold                     | F.D.P.                     | 1.326              | 2,3                | 2.007           | 3,5             |
| Yvonne Strickland               | REP                        | 1.856              | 3,3                | 1.882           | 3,3             |
|                                 | Die Tierschutzpartei       | –                  | –                  | 210             | 0,4             |
|                                 | DIE FRAUEN                 | –                  | –                  | 104             | 0,2             |
|                                 | PASS                       | –                  | –                  | 40              | 0,1             |
|                                 | DKP                        | –                  | –                  | 58              | 0,1             |
|                                 | BüSo                       | –                  | –                  | 8               | 0,0             |
|                                 | FWG                        | –                  | –                  | 101             | 0,2             |
| Nobert Höhl                     | PBC                        | 194                | 0,3                | 152             | 0,3             |
|                                 | DHP                        | –                  | –                  | 13              | 0,0             |
|                                 | NATURGESETZ                | –                  | –                  | 34              | 0,1             |
|                                 | ödp                        | –                  | –                  | 39              | 0,1             |
|                                 | NPD                        | –                  | –                  | 74              | 0,1             |
| Anton Horas                     | BFB-Die Offensive          | 264                | 0,5                | 300             | 0,5             |

## Wahl 1995
| Gegenstand der Nachweisung | Gegenstand der Nachweisung | Wahlkreis- stimmen | Wahlkreis- stimmen | Landes- stimmen | Landes- stimmen |
| Bewerber                   | Partei                     | Anzahl             | %                  | Anzahl          | %               |
| -------------------------- | -------------------------- | ------------------ | ------------------ | --------------- | --------------- |
| Wahlberechtigte            | Wahlberechtigte            | 79.046             | 100,0              | 79.046          | 100,0           |
| Wähler                     | Wähler                     | 54.219             | 68,6               | 54.219          | 68,6            |
| Ungültige Stimmen          | Ungültige Stimmen          | 2.524              | 4,7                | 1.196           | 2,2             |
| Gültige Stimmen            | Gültige Stimmen            | 51.695             | 100,0              | 53.023          | 100,0           |
| davon                      |                            |                    |                    |                 |                 |
| Ilse Stiewitt              | SPD                        | 15.077             | 29,2               | 14.289          | 26,9            |
| Norbert Herr               | CDU                        | 30.650             | 59,3               | 30.837          | 58,2            |
| Marlies Marquardt          | GRÜNE                      | 3.280              | 6,3                | 3.459           | 6,5             |
| Otto Arnold                | F.D.P.                     | 1.888              | 3,7                | 2.674           | 5,0             |
|                            | ÖDP                        | –                  | –                  | 83              | 0,2             |
|                            | GRAUE                      | –                  | –                  | 126             | 0,2             |
|                            | REP                        | –                  | –                  | 888             | 1,7             |
|                            | Solidarität                | –                  | –                  | 9               | 0,0             |
|                            | APD                        | –                  | –                  | 136             | 0,3             |
|                            | DKP                        | –                  | –                  | 36              | 0,1             |
| Hans-Joachim Bosold        | NPD                        | 362                | 0,7                | 135             | 0,3             |
|                            | DHP                        | –                  | –                  | 12              | 0,0             |
|                            | f.NEP                      | –                  | –                  | 27              | 0,1             |
|                            | NATURGESETZ                | –                  | –                  | 48              | 0,1             |
|                            | BFB                        | –                  | –                  | 45              | 0,1             |
| Norbert Höhl               | PBC                        | 239                | 0,5                | 133             | 0,3             |
| Bernhard Longerich         | STATT Partei               | 199                | 0,4                | 86              | 0,2             |

## Wahl 1991
| Gegenstand der Nachweisung | Gegenstand der Nachweisung | Wahlkreis- stimmen | Wahlkreis- stimmen | Landes- stimmen | Landes- stimmen |
| Bewerber                   | Partei                     | Anzahl             | %                  | Anzahl          | %               |
| -------------------------- | -------------------------- | ------------------ | ------------------ | --------------- | --------------- |
| Wahlberechtigte            | Wahlberechtigte            | 77.134             | 100,0              | 77.134          | 100,0           |
| Wähler                     | Wähler                     | 58.612             | 76,0               | 58.612          | 76,0            |
| Ungültige Stimmen          | Ungültige Stimmen          | 2.021              | 3,4                | 1.092           | 1,9             |
| Gültige Stimmen            | Gültige Stimmen            | 56.591             | 100,0              | 57.520          | 100,0           |
| davon                      |                            |                    |                    |                 |                 |
| Josef Weber                | CDU                        | 33.989             | 60,1               | 33.589          | 58,4            |
| Margit Trittin             | SPD                        | 16.512             | 29,2               | 16.104          | 28,0            |
| Friedrich Karl Hertle      | GRÜNE                      | 2.642              | 4,7                | 2.663           | 4,6             |
| Heinz Witzel               | F.D.P.                     | 3.448              | 6,1                | 3.485           | 6,1             |
|                            | REP                        | –                  | –                  | 1058            | 1,8             |
|                            | DIE GRAUEN                 | –                  | –                  | 260             | 0,5             |
|                            | ÖDP                        | –                  | –                  | 264             | 0,5             |
|                            | PBC                        | –                  | –                  | 97              | 0,2             |

## Wahl 1987
|                       | Partei            | Anzahl | %     |
| --------------------- | ----------------- | ------ | ----- |
| Wahlberechtigte       | Wahlberechtigte   | 73.397 | 100,0 |
| Wähler                | Wähler            | 62.655 | 85,4  |
| Ungültige Stimmen     | Ungültige Stimmen | 902    | 1,4   |
| Gültige Stimmen       | Gültige Stimmen   | 61.753 | 100,0 |
| davon                 |                   |        |       |
| Rudolf Hilfenhaus     | SPD               | 15.689 | 25,4  |
| Josef Weber           | CDU               | 38.537 | 62,4  |
| Karl Rudi Groß        | F.D.P.            | 3.782  | 6,1   |
| Friedrich Karl Hertle | GRÜNE             | 3.311  | 5,4   |
| Bernhard Vogler       | DKP               | 217    | 0,4   |
| Hans-Martin Müller    | ÖDP               | 217    | 0,4   |

## Wahl 1983
|                      | Partei            | Anzahl | %     |
| -------------------- | ----------------- | ------ | ----- |
| Wahlberechtigte      | Wahlberechtigte   | 70.750 | 100,0 |
| Wähler               | Wähler            | 61.994 | 87,6  |
| Ungültige Stimmen    | Ungültige Stimmen | 791    | 1,3   |
| Gültige Stimmen      | Gültige Stimmen   | 61.203 | 100,0 |
| davon                |                   |        |       |
| Josef Weber          | CDU               | 37.182 | 60,8  |
| Rudolf Hilfenhaus    | SPD               | 17.798 | 29,1  |
| Sybille Simon        | GRÜNE             | 1.909  | 3,1   |
| Erich Spohr          | F.D.P.            | 4.015  | 6,6   |
| Alfred Weber         | DKP               | 194    | 0,3   |
| Thomas-Wolfgang Sayn | LD                | 105    | 0,2   |

## Bisherige Wahlkreissieger
Direkt gewählte Abgeordnete des Wahlkreises Fulda II waren:
| Jahr | Direktkandidat   | Partei | Stimmen in % |
| ---- | ---------------- | ------ | ------------ |
| 2023 | Sebastian Müller | CDU    | 48,5         |
| 2018 | Markus Meysner   | CDU    | 41,2         |
| 2013 | Markus Meysner   | CDU    | 60,4         |
| 2009 | Norbert Herr     | CDU    | 54,4         |
| 2008 | Norbert Herr     | CDU    | 53,6         |
| 2003 | Norbert Herr     | CDU    | 69,4         |
| 1999 | Norbert Herr     | CDU    | 61,8         |
| 1995 | Norbert Herr     | CDU    | 59,3         |
| 1991 | Josef Weber      | CDU    | 60,1         |
| 1987 | Josef Weber      | CDU    | 62,4         |
| 1983 | Josef Weber      | CDU    | 60,8         |